# Mistr z Berghofenu
Mistr z Berghofenu byl anonymní německý gotický řezbář činný v letech 1440 až 1460, autor figurální centrální části oltáře v kapli St. Leonhard v Berghofenu, (okres Sonthofen v Allgäu).

## Život
O životě sochaře není dostatek informací. Mistr z Berghofenu patrně pocházel z okruhu dílny Hanse Multschera v Ulmu.

## Dílo

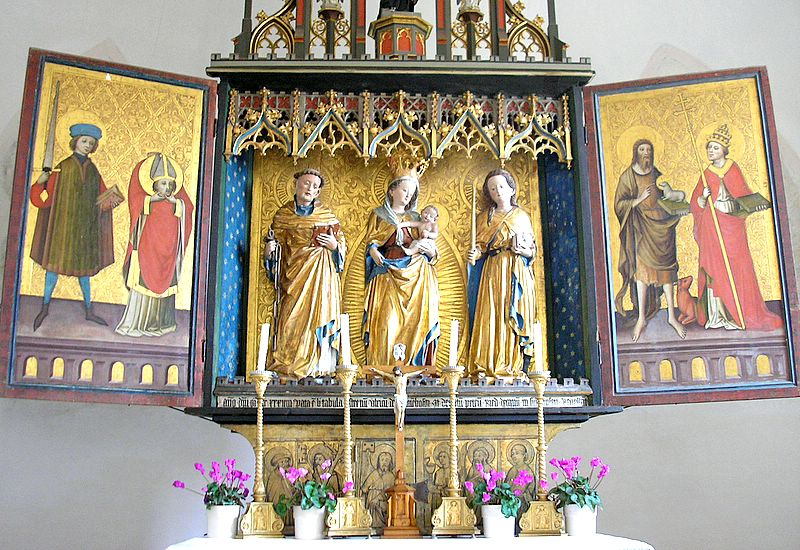
Berghofenský oltář

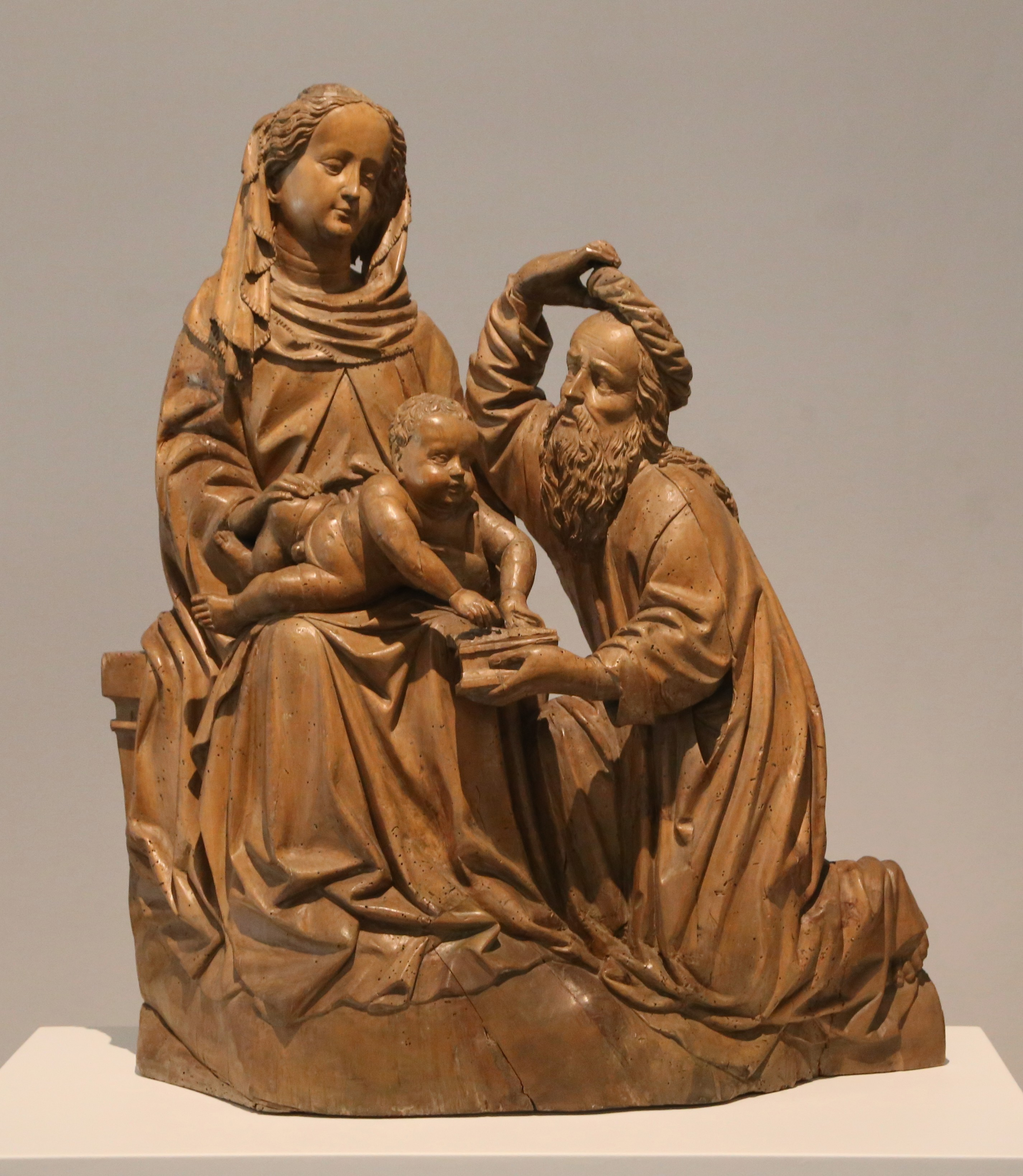
fragment Klanění, Museum Ulm

Hlavním dílem Mistra z Berghofenu je centrální část Berghofenského oltáře (1440) s figurami Panny Marie, sv. Leonharda a sv. Agáty (1,2 m) na zlaceném pozadí. Provedení drapérie a polychromie soch naznačuje odklon od "měkkého slohu" dílny Hanse Strigela staršího, který je autorem malovaných křídel oltáře. Oltář dal zhotovit Ulrich von Heimenhofen z hradu Fluhenstein, který měl patronát nad farou v Sonthofenu a kostelem děkana Petera Rieda.

### Známá díla
- 1440 Berghofenský oltář (s Hansem Strigelem starším)
- 1440 Trůnící Madona, Národní galerie v Praze[3]
- 1460 Sv. Anna Samotřetí, kostel sv. Anny ve Vils bei Pfronten
- 1460 Trůnící Madona s dítětem, Strigel-Museum Memmingen
- Vzkříšený Kristus, Strigel-Museum Memmingen[4]
- sousoší Klanění tří králů (fragment v Museu v Ulmu, bez původní polychromie).